# Општина Корлатени (Ботошани)
Корлатени (рум. Corlăteni) општина је у Румунији у округу Ботошани.
Oпштина се налази на надморској висини од 148 m.